# Damiany (województwo świętokrzyskie)
Damiany – wieś sołecka w Polsce położona w województwie świętokrzyskim, w powiecie włoszczowskim, w gminie Moskorzew.
Położona 3 km na zachód od Moskorzewa, 33 km na południe od Włoszczowy, 63 km na południowy zachód od Kielc i 23 km na południowy zachód od Jędrzejowa.
W latach 1975–1998 miejscowość administracyjnie należała do województwa częstochowskiego.
Przez miejscowość przebiega droga krajowa 78 z Chmielnika do przejścia granicznego w Chałupkach.

## Historia
Historyczna wieś Damianowy  dziś Damiany 11 km na NE od Szczekocin.
Nazwy lokalne miejscowości w dokumentach źródłowych
1376 - Damianow, 1400 - Damianow Lubvchowi, 1417 - Lubechow Damianovi, 1422 - tres ville Lubochowy (to jest Damiany, Lubachowy i Wygnanów), 1490 - Damyanovy, 1498 - Damianovi, 1581 - Lubochowe Damianow,
Położenie
Wieś położona historycznie w roku 1581 w powiecie lelowskim i parafii Dzierzgów
Kalendarium
- 1376 dziedzicami byli Jaszek z Damian, Przecław z Damian (Starożytne Prawa Pomniki 8, 26)[7]
- 1385 w działach Jaszek z Damianowy
- 1387 w działach Piotr z Damianowy
- 1389 Miroszek z Damianów herbu Wąż zawołania Zachorze, brat Andrzeja
- 1389-99 Andrzej z Damianów herbu Wąż zawołania Zachorze, brat Miroszki
- 1397-1400 Maciej z Damian Lubachowych
- 1398 Budek z Damian
- 1399 Paszek z Damian
- 1400 Stanisław syn Jakusza z Damian
- 1415 Piotr z Damian
- 1417 Jakub z Lubechowa Damianowego zastawia za 50 grzywien swemu zięciowi Wojtkowi z Niedośpielina [woj. sieradzkie] całą swoją część w tejże wsi[7].
- 1422 bracia Stanisław, Mikołaj i Jan dziedzice Lubachowa dzielą dobra. Stanisław otrzymuje połowę Tarnawej Góry, Jan oraz - dożywotnio - jego matka Elżbieta całe części we wsiach trzech Lubachowach [to jest w Lubachowach, Damianach i Wygnanowie], Mikołaj całą część Chebdzia
- 1449 Piotr i jego siostra Świętochna z Lubachowa sprzedają zastawia za 16 grzywien Andrzejowi z Lubachowa całą swoją część w Damianach Lubachowskich[7]
- 1471 Andrzej z Damian i Wygnanowa
- 1490 Jan z Lubachowa zastawia za 25 grzywien swemu bratu Aleksemu całą część swego dziedzictwa w Lubachowach, Damianach i Wygnanowie
- 1497 Jan I Olbracht zezwala Maciejowi Borkowi z Woli (Trzcieńskiej) wwiązać się w skonfiskowane za niestawiennictwo na wyprawę mołdawską dobra Damiany i Lubachowy Jana Snioska Wiglusza, Lubachowy Piotra Wyglusza, Zygmunta Przecka, Jana Mściwoja i Stanisława Mroczka oraz Lubachowy Stare Zygmunta
- 1498 Piotr z Damian i Lubachowa[8]
- 1499 Przed sądem  komisarycznym stają: Stanisław Wiglusz z Damian i Lubachowa, Świętosław Łuczycki z Damian i Lubachowa, Jan Boczkowski z Damian i Lubachowa, Mściwoj z Damian i Lubachów, Stanisław Mściwoj z Damian i Lubachowa
- Sąd komisaryczny krakowski zezwala Maciejowi Borkowi z Woli [Trzcieńskiej] wwiązać się w skonfiskowane za niestawiennictwo na wyprawę mołdawską dobra w Damianach i Lubachowach Stanisława Wiglusza, Zygmunta Pieschka (porównaj wyżej pod rokiem 1497) i Jana Mszczuja

Dziesięciny
- 1529 dziesięciny snopowe wartości 3 grzywien z  5 ról kmiecych „in Lyvbochowa utraque” dowożą plebanowi z Lubczy (Liber Retaxationum s. 191).

Z kronik sądowych
- 1471 Świętochna żona Jana z Borowa pozywa szlachetnego Andrzeja z Damian o 10 ran krwawych, 10 sinych i o 50 grzywny szkody[7].